# Sandro Viletta
Sandro Viletta (* 23. Januar 1986) ist ein ehemaliger Schweizer Skirennfahrer. Er stammt aus La Punt Chamues-ch, gehörte der Nationalmannschaft von Swiss-Ski an und war auf die Disziplinen Super-G und Riesenslalom spezialisiert.

## Biografie
Viletta nahm ab Dezember 2001 an FIS-Rennen teil, ab Januar 2004 im Europacup. Seinen ersten grösseren Erfolg feierte er am 1. Februar 2004 mit dem Gewinn des Schweizer Juniorenmeistertitels im Riesenslalom. Bei den Juniorenweltmeisterschaften 2006 am Mont Sainte-Anne gewann er die Bronzemedaille im Slalom. In der Europacup-Saison 2006/07 wurde er Fünfter der Slalomwertung.
Sein erstes Weltcup-Rennen bestritt Viletta am 12. Dezember 2006 in Levi. Am 25. Februar 2007 wurde er 16. des Slaloms in Garmisch-Partenkirchen und gewann damit seine ersten Weltcuppunkte. Am 10. Januar 2009 fuhr er im Riesenslalom in Adelboden auf den vierten Platz, was für mehr als zwei Jahre sein bestes Ergebnis blieb. Bei den Weltmeisterschaften 2009 in Val-d’Isère fuhr er in der Superkombination auf den sechsten Platz sowie im Slalom auf Rang 13. Bei den Olympischen Winterspielen 2010 in Vancouver belegte er Rang 14 in der Super-Kombination und Rang 15 im Riesenslalom.
Bei den Weltmeisterschaften 2011 in Garmisch-Partenkirchen kam er nach einem Ausfall im Super-G nur als 24. des Riesenslaloms ins Ziel. Am 3. Dezember 2011 gewann er erstmals ein Weltcuprennen, den Super-G in Beaver Creek. In der Folge konnte er diesen Erfolg aus gesundheitlichen Gründen lange Zeit nicht bestätigen. Selten gelangen ihm ansprechende Ergebnisse. In der Saison 2013/14 etablierte er sich in der Disziplin Super-Kombination in der erweiterten Weltspitze. Bei den Olympischen Winterspielen 2014 in Sotschi gewann er etwas überraschend die Goldmedaille in der Super-Kombination.
Ab der Saison 2014/15 wurde er von Verletzungen heimgesucht, wobei es jeweils bei seinen Starts in Gröden passierte: Nach seinem Sturz im Dezember 2014 bestritt er noch bis Kitzbühel (23. Januar) Speedrennen, jedoch arteten seine Rückenschmerzen derart aus, dass er für die weitere Saison aufgeben musste (und damit die Weltmeisterschaften in Beaver Creek nicht bestreiten konnte). 2015/16 stürzte er – nachdem er den Super-G in Gröden am 18. Dezember noch bestritten hatte – in einer Trainingsfahrt, was sein Saison-Aus bedeutete. Und zuletzt stürzte er am 16. Dezember 2016 in seinem zweiten Saisonrennen (zuvor hatte er am 2. Dezember im Super-G in Val-d’Isère mit Rang 41 sein «Comeback» gehabt) im Super-G auf der Saslong. Er war mit Nr. 46 gefahren, als es ihm die Beine auseinanderriss und er daraufhin mit dem Kopf voran in Richtung Fangnetze schlitterte, wobei er einen Riss des Kreuzbandes im rechten Knie erlitt. Er wurde mit dem Hubschrauber abtransportiert. Damit war für ihn die Saison gleich wieder vorbei; wiederum versäumte er die Weltmeisterschaften, diesmal jene in St. Moritz. 2017/18 trat er nur im Europacup an und bestritt zusätzlich einige FIS-Rennen.
Am 18. Dezember 2018 erklärte er seinen Rücktritt vom aktiven Leistungssport.

## Erfolge

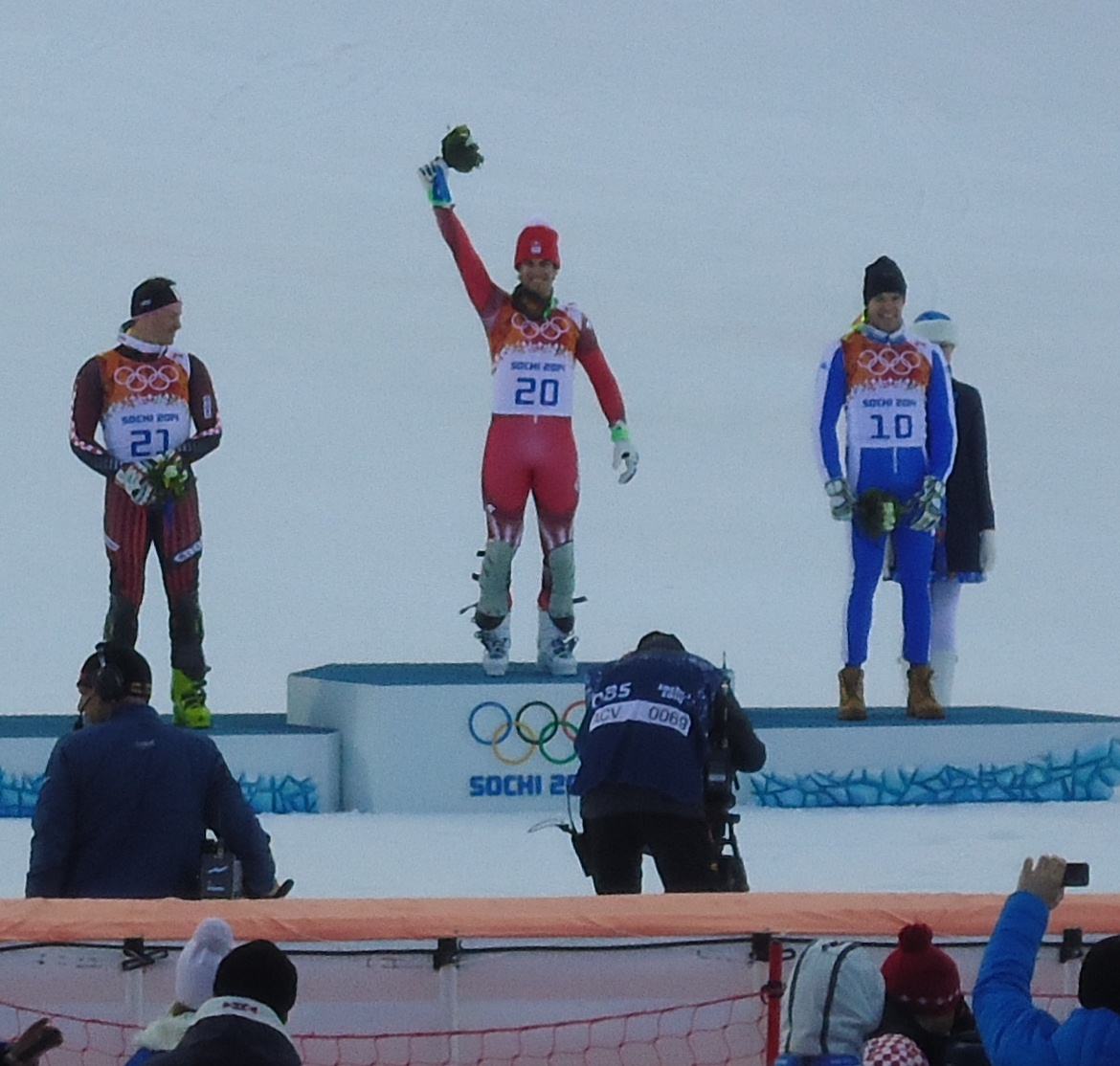
Olympische Siegerehrung 2014 in der Super-Kombination: Viletta in der Mitte

### Olympische Spiele
- Vancouver 2010: 14. Super-Kombination, 15. Riesenslalom
- Sotschi 2014: 1. Super-Kombination

### Weltmeisterschaften
- Val-d’Isère 2009: 6. Super-Kombination, 13. Slalom
- Garmisch-Partenkirchen 2011: 24. Riesenslalom
- Schladming 2013: 5. Super-Kombination

### Juniorenweltmeisterschaften
- Québec 2006: 3. Slalom

### Weltcup
- 10 Platzierungen unter den besten zehn in Einzelrennen, davon 1 Sieg:

| Datum            | Ort          | Land | Disziplin |
| ---------------- | ------------ | ---- | --------- |
| 3. Dezember 2011 | Beaver Creek | USA  | Super-G   |

- 1 Podestplatz bei Mannschaftswettbewerben

### Weltcupwertungen
| Saison  | Gesamt | Gesamt | Abfahrt | Abfahrt | Super-G | Super-G | Riesenslalom | Riesenslalom | Slalom | Slalom | Kombination | Kombination |
| Saison  | Platz  | Punkte | Platz   | Punkte  | Platz   | Punkte  | Platz        | Punkte       | Platz  | Punkte | Platz       | Punkte      |
| ------- | ------ | ------ | ------- | ------- | ------- | ------- | ------------ | ------------ | ------ | ------ | ----------- | ----------- |
| 2006/07 | 113.   | 22     | -       | -       | –       | –       | –            | –            | 44.    | 22     | -           | -           |
| 2007/08 | 86.    | 55     | -       | -       | –       | –       | 50.          | 8            | 33.    | 47     | -           | -           |
| 2008/09 | 53.    | 159    | -       | -       | –       | –       | 28.          | 63           | 44.    | 20     | 14.         | 76          |
| 2009/10 | 53.    | 153    | -       | -       | –       | –       | 16.          | 84           | -      | -      | 15.         | 69          |
| 2010/11 | 67.    | 122    | -       | -       | 33.     | 36      | 23.          | 71           | -      | -      | 33.         | 15          |
| 2011/12 | 57.    | 146    | -       | -       | 18.     | 118     | 47.          | 6            | -      | -      | 30.         | 22          |
| 2012/13 | 85.    | 48     | -       | -       | 34.     | 19      | –            | –            | -      | -      | 14.         | 29          |
| 2013/14 | 47.    | 154    | 33.     | 50      | 36.     | 18      | –            | –            | -      | -      | 4.          | 86          |
| 2014/15 | 45.    | 174    | 23.     | 90      | 29.     | 49      | –            | –            | -      | -      | 14.         | 35          |
| 2015/16 | 122.   | 19     | -       | -       | 39.     | 19      | –            | –            | -      | -      | -           | -           |

### Europacup
- Saison 2006/07: 5. Slalomwertung
- 3 Podestplätze

### Weitere Erfolge
- 4 Schweizer Meistertitel (Abfahrt, Super-G und Riesenslalom 2013, Super-Kombination 2014)
- 7 Siege bei FIS-Rennen